# 8月3日
8月3日是阳历年的第215天（闰年是216天），离一年的结束还有150天。

## 大事记

### 20世紀以前
- 435年：拜占庭皇帝狄奧多西二世下令將聶斯脫里主義創始人聶斯脫里從君士坦丁堡流放至埃及。
- 1371年：明军攻占汉人政权夏国统治下的重庆，夏国君主明昇投降。
- 1460年：苏格兰国王詹姆斯二世逝世，其子詹姆斯三世继位。
- 1492年：意大利航海家克里斯托弗·哥伦布率领船队离开西班牙，开始穿越大西洋的远航。
- 1645年：蒂雷納子爵與大孔代率領的法軍在納德林根戰役戰勝並擊斃巴伐利亞軍指揮官。
- 1778年：意大利半島米蘭公國的斯卡拉歌劇院啟用。

### 20世紀
- 1914年：第一次世界大戰：德意志帝国向法兰西第三共和国宣战，并占领卢森堡地区。
- 1919年：匈牙利-羅馬尼亞戰爭：羅馬尼亞王國攻占布達佩斯，匈牙利蘇維埃共和國滅亡。
- 1921年：中国共产党第一次全国代表大会在嘉兴闭幕。
- 1923年：鲁迅出版小说集《呐喊》。
- 1933年：冯玉祥辞去同盟军总司令职。
- 1936年：美國運動員傑西·歐文斯在夏季奧林匹克運動會贏得4枚金牌，打擊德國納粹黨的論點。
- 1940年：波罗的海三国併入苏联。
- 1940年：意大利入侵英属索马里，第二次世界大战的非洲战役开始。
- 1949年：全美籃球協會同意與當時的競爭對手國家籃球聯盟合併，建立新的美國國家籃球協會。
- 1958年：美国海军的鹦鹉螺号核动力潜艇在浮冰下抵达北极点，成为世界上首艘航抵北极点的船只。
- 1960年：法蘭西共同體成員國尼日宣布從法國獲得完全獨立，哈馬尼·迪奧里擔任首任總統。
- 1961年：加拿大平民合作聯盟和勞工運動組織共同成立新民主黨，往後成為加拿大國會第三大黨。
- 1965年：中国首次人工合成了牛胰岛素结晶。
- 1975年：阿加迪爾空難：皇家約旦航空一架波音707客機在阿加迪爾附近墜毀，機上188人全部罹難。
- 1976年：試圖於1975年11月7日在蘇聯重新發起列寧主義革命的蘇聯海軍軍官、蘇聯共產黨黨員瓦列里·薩布林因叛國罪被處以死刑。
- 1981年：华沙发生大规模车队游行，抗议供应恶化和食品涨价。
- 1982年：法国正式把参加《不扩散核武器条约》的批准文件递交给其它签字国。
- 1992年：南非黑人爆發反對白人的全國大罷工。
- 1997年：南半球最高的獨立建築物天空塔在紐西蘭奧克蘭市開幕。

### 21世紀
- 2002年：陳水扁發表「一邊一國」論。
- 2004年：第五屆亞太口琴節於香港文化中心舉行。
- 2005年：經最高領袖阿里·哈米尼認可，前德黑蘭市長馬哈茂德·艾哈邁迪內賈德正式就任伊朗總統。
- 2006年：第六屆亞太口琴節於台北縣國際會議中心舉行。
- 2019年：2019年埃尔帕索枪击案：美國德州一間沃爾瑪超市發生槍擊案，造成至少23人死亡，22人受傷。[1]
- 2020年：匯豐控股業績遜預期，下午股價一度跌穿2009年3月金融海嘯時最低價33元，收市跌4.43%[2]。

## 出生
- 1770年：腓特烈·威廉三世，普魯士國王（1840年逝世）
- 1832年：伊万·扎伊茨，克罗地亚作曲家、劇作家（1914年逝世）
- 1843年：尚泰王，最後一位琉球國中山王（1901年逝世）
- 1856年：艾爾弗雷德·迪金，澳大利亞政治人物，第2任澳大利亞總理（1919年逝世）
- 1860年：威廉·肯尼迪·迪克森，苏格兰发明家（1935年逝世）
- 1867年：斯坦利·鲍德温，英國政治人物，前任英國首相（1947年逝世）
- 1871年：咸宜帝阮福明，越南阮朝皇帝（1944年逝世）
- 1871年：奧古斯塔·霍爾茨，美國超級人瑞（1986年逝世）
- 1872年：哈康七世，挪威國王（1957年逝世）
- 1878年：查爾斯·賈克林，英國麵包師，鐵達尼號首席麵包師（1956年逝世）
- 1903年：哈比卜·布尔吉巴，突尼西亞政治人物，首任突尼西亞總統（2000年逝世）
- 1923年：教宗欣諾達三世，亞歷山大科普特正教會教宗（2012年逝世）
- 1925年：阿蘭·圖雷納，法國社會學家（2023年逝世）
- 1926年：東尼·班奈特，美國男歌手、藝術家（2023年逝世）
- 1931年：孫曼霽，中國生化藥理學家（2023年逝世）
- 1940年：，美國男演員
- 1941年：瑪莎·史都華，美國富商、專欄作家
- 1941年：哈格·根哥布，納米比亞政治人物，第3任納米比亞總統（2024年逝世）
- 1943年：佐川真人，日本發明家、企業家
- 1946年：許冠英，香港演員（2011年逝世）
- 1946年：杰克·司特劳，英國政治家
- 1947年：金銀姬，新加坡女演員
- 1948年：翁啟惠，台灣科学家
- 1948年：让-皮埃尔·拉法兰，法國政治家，总理
- 1950年：約翰·蘭迪斯，美國導演、製片人、編劇、演員、喜劇演員
- 1963年：詹姆斯·海特菲爾德，美國音樂家、作曲家、音樂製作人，重金屬樂隊金屬樂隊主唱
- 1964年：艾比希·威差奇瓦，泰國政治家
- 1964年：蕭艾，台灣藝人
- 1970年：櫻井政博，日本電子遊戲總監、遊戲設計師
- 1971年：安倍吉俊，日本插畫家、漫畫家
- 1973年：蒙嘉慧，香港女演員
- 1973年：安住紳一郎，日本電視主持人
- 1973年：克里斯·墨菲，美國政治人物，現任康乃狄克州聯邦參議員
- 1973年：史蒂芬·葛拉翰，英國男演員
- 1974年：賈斯汀·克佐，澳大利亞導演、編劇
- 1975年：伊藤英明，日本演員
- 1975年：葉月繪理乃，日本動畫聲優
- 1975年：常鋮，中國男演員
- 1977年：羅若安，香港前女新聞主播
- 1977年：汤姆·布雷迪，美國美式足球運動員
- 1978年：余進德，台灣棒球選手
- 1978年：蔡淳佳，新加坡女歌手
- 1979年：Suara，日本歌手
- 1979年：伊万杰琳·莉莉，加拿大演員[3]
- 1981年：崔維斯·威靈漢，美國男性配音員
- 1982年：張育保，台灣棒球選手
- 1982年：周嘉儀，香港女新聞主播
- 1984年：邁爾·傑德納克，澳大利亚職業足球員
- 1985年：朱紫嬈，香港歌手
- 1986年：夏洛特·卡西拉奇，摩納哥社交名流
- 1987年：金亨俊，韓國藝人
- 1988年：羅孝勇，香港男歌手
- 1989年：凱文·沃克，瑞典足球運動員、歌手
- 1990年：姜珉炅，韓國女子組合Davichi成員
- 1990年：白石隼也，日本艺人
- 1992年：卡莉·克劳斯，美國模特兒
- 1993年：熊井友理奈，日本艺人
- 1993年：楊士弘，台灣男歌手
- 1993年：梁麗幗，香港社會活動人士
- 1994年：粿粿，台灣女藝人
- 1994年：，法國職業足球運動員
- 1997年：侯明昊，中國男歌手、演員
- 1999年：俞璉静，韓國女子偶像團體宇宙少女、I.O.I成員
- 2000年：克勞姆·霍爾，蘇格蘭職業足球運動員
- 生年不詳：小畑昌文，日本男性聲優

## 逝世
- 621年：竇建德，隋末民變領袖之一（573年出生）
- 1460年：詹姆斯二世，苏格兰国王（1430年出生）
- 1797年：傑弗里·阿默斯特，英國陸軍元帥（1717年出生）
- 1854年：琦善，清朝官員（1783年出生）
- 1893年：詹姆斯·洛德·皮爾龐特，美國作曲家、音樂家（1822年出生）
- 1917年：費迪南德·格奧爾格·弗羅貝尼烏斯，德國數學家（1849年出生）
- 1954年：科萊特，法国女作家（1873年出生）
- 1955年：馮應湘，香港演员（1909年出生）
- 1962年：金毓黻，中國歷史學家、考古學家（1887年出生）
- 1968年：杨朔，中国散文家（1913年出生）
- 1973年：林糊，臺灣醫生、詩人（1894年出生）
- 1976年：瓦列里·薩布林，蘇聯海軍軍官，蘇聯共產黨黨員（1939年出生）
- 1977年：馬卡里奧斯三世，賽普勒斯主教、政治人物，首任賽普勒斯總統（1913年出生）
- 1978年：罗瑞卿，中国軍事家（1906年出生）
- 1992年：王洪文，原中共中央副主席，四人帮成员（1935年出生）
- 2004年：亨利·卡蒂尔-布雷松，法国摄影家，被譽為20世紀最偉大的攝影家之一（1908年出生）
- 2008年：洪瑞珍，臺灣唸歌藝術工作者（1950年出生）
- 2010年：歐陽莎菲，香港演员（1923年出生）
- 2012年：張都暎，前韓國總理（1923年出生）
- 2014年：帶廣志，日本漫畫家（1959年出生）
- 2017年：勞勃·哈迪，英國演員[4]（1925年出生）
- 2019年：尼古拉·卡爾達肖夫，蘇聯天體物理學家（1932年出生）
- 2020年：約翰·休姆，愛爾蘭裔英國政治人物，1998年諾貝爾和平獎得主（1937年出生）
- 2020年：羅霈穎，台灣藝人（1960年出生）
- 2023年：馬克·馬戈利斯，美國男演員（1939年出生）
- 2023年：布拉姆·莫勒纳尔，荷蘭程式設計師（1961年出生）
- 2025年：許倬雲，中國歷史學家（1930年出生）

## 节假日和习俗
- 尼日尔：独立日（英语：Independence Day (Niger)）
- 委內瑞拉：國旗日
- 赤道几内亚：武装的兵力日